# Alessandro Ballan

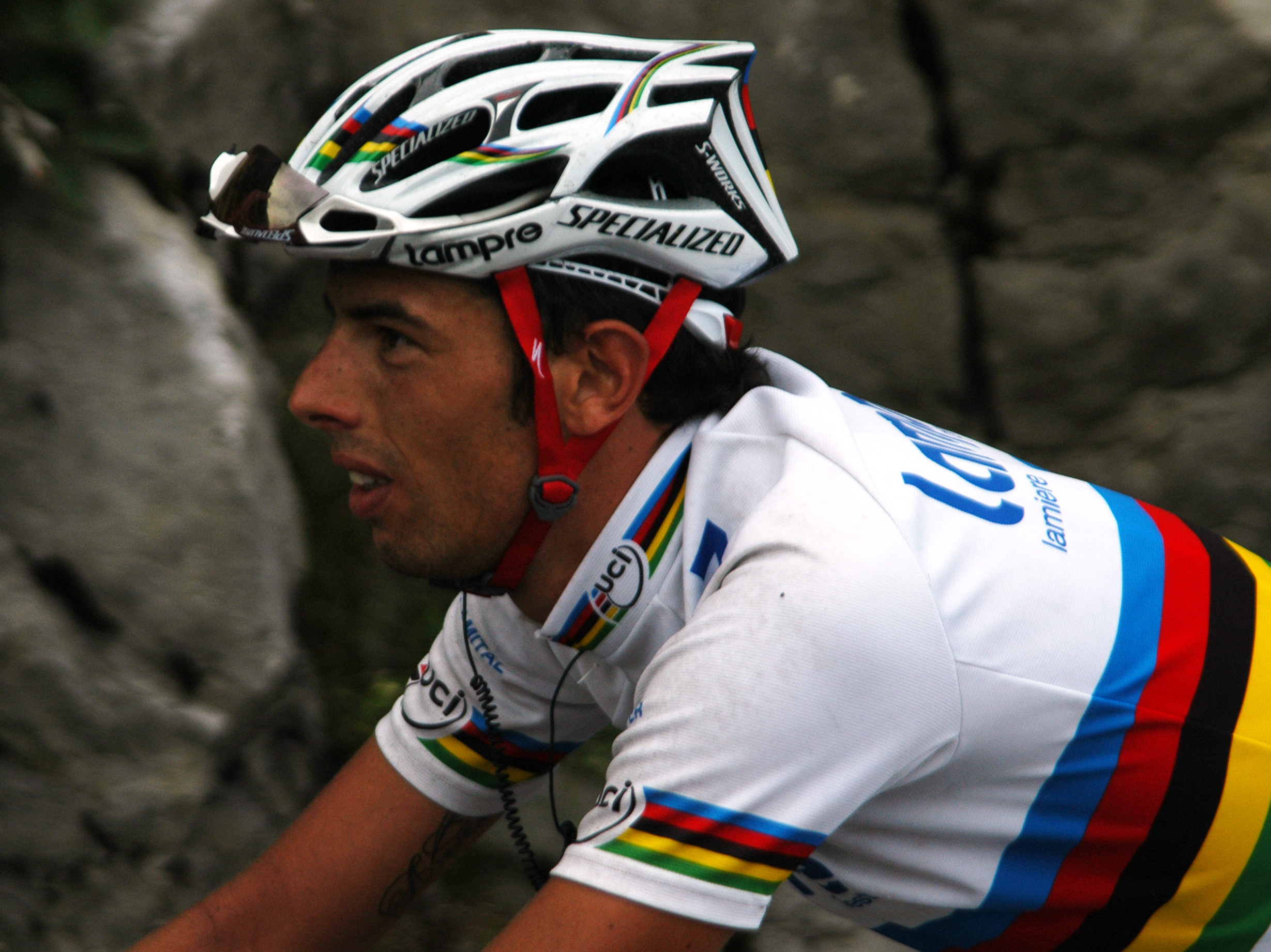
Alessandro Ballan i världsmästartröjan under 2009 års Tour de France.

Alessandro Ballan, född 6 november 1979 i Castelfranco Veneto, Veneto, är en italiensk professionell tävlingscyklist som tävlar för det amerikanska stallet BMC Racing Team. 

## Karriär
Alessandro Ballan började cykla seriöst 1986 och blev professionell 2004 med Lampre, men var vid tillfället ingen favorit för framtiden och fick därför endast agera som hjälpryttare åt stjärnorna Romāns Vainšteins och Gianluca Bortolami. Året därpå fick han sikta på bra resultat i vårklassikerna och han tog en andraplats totalt på De Panne tredagars och även en sjätteplats i Flandern runt. 
Ballan bröt nyckelbenet under Tirreno-Adriatico. Trots skadan försökte han hjälpa stallkamraten Daniele Bennati att vinna Milano-San Remo, en tävling som Bennati inte vann. Två veckor senare slutade Ballan tvåa på etapp 1 av De Panne tredagars och han vann slutligen tävlingen. Ballans största merit dittills var då han vann vårklassikern Flandern runt 2007, framför hemmafavoriten Leif Hoste. Samma år vann han även endagsloppet Vattenfall Cyclassics.
Ballan slutade i augusti 2008 tvåa på ProTour-tävlingen GP Ouest France-Plouay efter Pierrick Fédrigo. Under säsongen slutade han också tvåa på Monte Paschi Eroica efter Fabian Cancellara och trea på Paris-Roubaix efter Tom Boonen och Cancellara.
Den 31 augusti 2008 slutade Ballan trea på etapp 2 av Vuelta a España efter Alejandro Valverde och Davide Rebellin. Han vann sedan etapp 7 av tävlingen. I september 2008 vann Ballan världsmästerskapen i linjelopp. Han vann tävlingen med tre sekunder framför landsmannen Damiano Cunego och dansken Matti Breschel efter att ha brutit sig loss från den grupp där han befann sig.
Ballan slutade på femte plats på etapp 2 av Giro della Provincia di Grosseto. Han slutade också på femte plats på Trofeo Laigueglia bakom Francesco Ginanni, Filippo Pozzato, Enrico Rossi och Francisco José Ventoso. I februari 2009 slutade Ballan tvåa på etapp 3 av Giro di Sardegna bakom landsmannen Oscar Gatto. Han slutade tävlingen på tredje plats bakom Daniele Bennati och Oscar Gatto. Ballan blev diagnostiserad med cytomegalovirus i mars samma år och tävlade inte under flera månaders tid. Han deltog i Tour de France 2009 men gjorde inga stora resultat. Ballan var ute i en utbrytning på etapp 19 av tävlingen men gruppen blev infångad innan mållinjen. I augusti vann den italienska världsmästaren etapp 5 av Polen runt. En dag senare slutade han tvåa på etapp 6 bakom Edvald Boasson Hagen. Ballan vann till slut Polen runt framför Daniel Moreno och Edvald Boasson Hagen.
Inför säsongen 2010 blev Ballan kontrakterad av det amerikanska stallet BMC Racing Team.

## Privatliv
Alessandro Ballan är bror till Andrea Ballan som tävlade med De Nardi-Pasta Montegrappa under säsongen 2002.

## Meriter
2005 – Lampre-Caffita
1:a, etapp 1, De Panne tredagars
1:a, etapp 4, Eneco Tour of Benelux
2006 – Lampre-Fondital
1:a, Trofeo Laigueglia
2:a, etapp 12, Tour de France
3:a, Paris-Roubaix
3:a, Totalt Tirreno-Adriatico
5:a, Flandern runt
8:a, Milan-San Remo
9:a, etapp 20, Tour de France
2007 – Lampre-Fondital
1:a, Flandern runt
1:a, De Panne tredagars
2:a, etapp 1
1:a, Vattenfall Cyclassics
2:a, GP Ouest France-Plouay
2:a. etapp 2, Vuelta a España
3:a, Paris-Roubaix
2008
1:a, etapp 7, Vuelta a España
1:a,  Världsmästerskapens linjelopp
2:a, Monte Paschi Eroica
2:a, GP Ouest France-Plouay
3:a, Paris-Roubaix
3:a, etapp 2, Vuelta a España
2009
1:a, Polen runt
1:a, etapp 5, Polen runt
2:a, etapp 3, Giro di Sardegna
2:a, etapp 6, Polen runt
3:a, Giro di Sardegna

## Stall
- De Nardi-Pasta Montegrappa (stagiaire) 2001
- Lampre 2004
- Lampre-Caffita 2005
- Lampre-Fondital 2006–2009
- BMC Racing Team 2010–